# Pomaderris flabellaris
Pomaderris flabellaris är en brakvedsväxtart som först beskrevs av Reiss., och fick sitt nu gällande namn av J. Black. Pomaderris flabellaris ingår i släktet Pomaderris och familjen brakvedsväxter. Inga underarter finns listade i Catalogue of Life.